# Isla Greater Mackellar
La isla Greater Mackellar (66°58′S 142°39′E / -66.967, 142.650) es la mayor de las islas Mackellar, que se encuentran a 3 km al norte del cabo Denison en el centro de la bahía Commonwealth, Antártida. Fue descubierta y nombrada por la Expedición Antártica Australiana (1911–1914) al mando de Douglas Mawson.

## Reclamación territorial
La isla es reclamada por Australia como parte del Territorio Antártico Australiano, pero esta reclamación está sujeta a las disposiciones del Tratado Antártico.